# Wechselatmung (Tauchen)
Wechselatmung ist eine Rettungstechnik beim Tauchen, wenn ein Tauchgerät ausfällt und daher zwei Taucher aus nur einem Atemregler atmen müssen.
Hierbei nehmen beide Partner immer abwechselnd zwei Atemzüge aus dem Mundstück. Der Taucher, der die noch funktionierende Luftversorgung mit sich führt, führt auch das Mundstück hin und her, während der Taucher, dessen Luftversorgung ausgefallen ist, sich mit einer Hand an seinem Partner festhält. Auf diese Weise haben beide Taucher noch je eine Hand frei, um zu tarieren und ihre Instrumente zu bedienen.
Nach Stabilisierung der Situation wird unter Wechselatmung mit dem Aufstieg begonnen. Hierbei sind wie bei einem normalen Aufstieg zur Vermeidung von gesundheitlichen Folgen eine moderate Aufstiegsgeschwindigkeit, eventuell notwendige Dekompressionspausen und der Sicherheitsstopp in drei bis fünf Metern Tiefe einzuhalten.
Der Aufstieg unter Wechselatmung stellt hohe praktische und psychische Anforderungen an die beteiligten Taucher. Zu der Stresssituation, die durch den Ausfall des Gerätes entsteht, kommt während der gesamten Phase der Wechselatmung die psychische Belastung durch die nicht unterbrechungsfreie Luftversorgung, die in Panik eines oder beider Taucher münden kann. In diesem Fall folgt meist ein unkontrollierter, viel zu schneller und somit lebensgefährlicher Aufstieg.
Auch in Ausbildungssituationen, in denen die Wechselatmung geübt oder geprüft wird, zeigt sich oft, wie schwierig diese Situation zu beherrschen ist. Um im realen Notfall nicht auf diese riskante Rettungstechnik angewiesen zu sein, werden heute fast ausschließlich Atemregler mit Oktopus oder Backup-Regler verwendet, die das gleichzeitige Atmen zweier Taucher aus einem Tauchgerät ermöglichen. Einen noch höheren Sicherheitsstandard bieten aber zwei komplett getrennte Atemregler pro Tauchgerät. Diese Konfiguration wird vor allem im Kaltwasser benutzt, um weiterhin ein komplett funktionsfähiges System zu haben, wenn ein Flaschenventil, z. B. wegen Vereisens eines Atemreglers, geschlossen werden muss.
Da eine separate zweite Stufe mittlerweile zum Standard geworden ist, wird die Wechselatmung in den Anfängerkursen mancher Ausbildungsorganisationen, unter anderem SSI und PADI, nicht mehr zwingend ausgebildet. Viel mehr beschränkt man sich hier in der Regel auf die Verfahren zur Atmung aus der alternativen Luftversorgung des Buddys. Die Wechselatmung kann allerdings weiterhin als optionale Übung gelehrt werden, was jedoch häufig erst in weiterführenden Kursen der Fall ist. Im Zwei-Stern-Kurs von CMAS und in der Ausbildung von NAUI zum Rescue Diver ist die Wechselatmung nach wie vor ein fester Bestandteil.